# Symplocos fuliginosa
Symplocos fuliginosa är en tvåhjärtbladig växtart som beskrevs av B. Ståhl. Symplocos fuliginosa ingår i släktet Symplocos och familjen Symplocaceae. Inga underarter finns listade i Catalogue of Life.